# Bink Video
Bink Video – kontener multimedialny (format plików wideo), a zarazem zestaw własnościowych kodeków obrazu i dźwięku, zaprojektowanych z myślą o intrach gier komputerowych i będących częścią pakietu RAD Video Tools firmy RAD Game Tools. Jest on następcą nadal wykorzystywanego formatu Smacker Video tej samej firmy.